# Epamera stenogrammica
Epamera stenogrammica är en fjärilsart som beskrevs av Riley 1928. Epamera stenogrammica ingår i släktet Epamera och familjen juvelvingar. Inga underarter finns listade i Catalogue of Life.